# Цатевич, Алексей Владимирович
Алексей Владимирович Цатевич (5 июля 1989, Верхняя Пышма, Свердловская область, РСФСР, СССР — 8 апреля 2024, Верхняя Пышма, Свердловская область) — российский шоссейный велогонщик.

## Карьера
Алексей Цатевич являлся воспитанником уфимского Центра олимпийской подготовки «Агидель», он показывал многообещающие результаты уже в юношах. В юниорском возрасте Цатевич выиграл несколько гонок в Италии и Франции, в 2010 году он одержал победу на Кубке Абхазии, первой за много лет велогонке по дорогам республики. С 2011 года Алексей стал выступать за Itera-Katusha. В том сезоне он выиграл несколько международных гонок и стал чемпионом страны в критериуме. Цатевич считался претендентом на медаль в групповой молодёжной гонке чемпионата мира. Он не сумел занять перед финишем удобную позицию, по ходу спринта был вынужден прекращать педалирование во избежание столкновения с соперником, и финишировал лишь 8-м. По окончании сезона Цатевич был заявлен за основную команду Team Katusha.
Его последним и самым заметным успехом считается победа в спринте на финише 7-го этапа Вуэльта Каталонии 2016  в Барселоне, где он выиграл у Приможа Роглича.
После ухода из профессионального велоспорта он еще некоторое время играл в хоккей за местную любительскую команду «Метеор»
Скончался 8 апреля 2024 года в возрасте 34 лет. Прощание состоялось 10 апреля 2024 года в храме Александра Невского в Верхней Пышме.

## Выступления
2007
Trofeo San Rocco
1-й этап Trophée Centre Morbihan
2008
2-й этап Giorni Marchigiana
2009
4-й Трофео Сан-Вендемиано
9-й Gran Premio della Liberazione
10-й GP Inda
2010
Гагра — Сухуми
Генеральная классификация
1-й Этап 1
2-й Coppa del Mobilio
10-й Gran Premio della Liberazione
2011
 Чемпионат России — критериум
GP de la Ville de Nogent-sur-Oise
2-й этап Tour of Yeroskipos
2-й этап Гран-при Коста Асул
4-й этап Tour Alsace
6-й этап Тур Болгарии
2-й La Côte Picarde
2-й Гран-при Москвы
2-й Central European Tour – Budapest GP
7-й ЗЛМ Тур
7-й Гран-при Краньи
2012
8-й Трофео Пальмы
8-й Ле-Самен
8-й Вольта Лимбург Классик
10-й Trofeo Migjorn
2013
Ле Самын
3-й этап Неделя Ломбардии
9-й Эшборн — Франкфурт
10-й Тур Бельгии
2014
2-й Ле-Самен
7-й Гент — Вевельгем
10-й Брабантсе Пейл
2015
3-й Трофео Лайгуэлья
6-й Тур дю От-Вар
10-й Дварс дор Фландерен
10-й Circuit de la Sarthe
2016
7-й этап Вуэльта Каталонии
2-й Классика Альмерии
6-й Чемпионат России — групповая гонка
7-й Кэдел Эванс Грейт Оушен Роуд

## Статистика выступлений

### Гранд-туры
| Гонка   | 2016 | 2017 |
| ------- | ---- | ---- |
| Джиро   | НФ   | 121  |
| Тур     | —    | —    |
| Вуэльта | —    | —    |

| —  | Не участвовал  |
| НФ | Не финишировал |

## Рейтинги
| Год                 | 2008  | 2009  | 2010 | 2011 | 2012 | 2013  | 2014  | 2015  | 2016  | 2017   |
| ------------------- | ----- | ----- | ---- | ---- | ---- | ----- | ----- | ----- | ----- | ------ |
| Мировой тур UCI     |       |       |      |      | -    | 194-й | 124-й | 185-й | 162-й | -      |
| Мировой рейтинг UCI |       |       |      |      |      |       |       |       | 291-й | 2037-й |
| Европейский тур UCI | 418-й | 630-й | -    | 48-й |      |       |       |       | 328-й | 1319-й |
| Океанский тур UCI   | -     | -     | -    | -    |      |       |       |       | 25-й  | -      |
|                     |       |       |      |      |      |       |       |       |       |        |
| Источник: UCI       |       |       |      |      |      |       |       |       |       |        |